# Die Daltons brechen aus
Die Daltons brechen aus (französischer Originaltitel: L’Évasion des Dalton) ist ein Comic-Band aus der Lucky-Luke-Reihe, der von Morris gezeichnet und von René Goscinny getextet wurde. 
Nach der Zählung des Ehapa-Verlages (beziehungsweise zu Beginn: des Delta-Verlages aus Ehapa und Dargaud) ist Die Daltons brechen aus der 17. Band der Reihe. Zuvor wurde der Comic schon bei Kauka und Yps als Fortsetzungsgeschichte oder auch in Zack beim Koralle-Verlag veröffentlicht, jedoch erhielt der Comic damals andere Namen.
Zunächst wurde der Comic 1958 im belgisch-französischen Comic-Magazin Spirou und 1960 als 15. Band von Dupuis in Belgien veröffentlicht.
Für die Zeichentrickserie Lucky Luke wurde dieser Band verfilmt.

## Inhalt
Ein Gefängniswärter trifft Lucky Luke und erzählt ihm, dass die Dalton-Brüder bei ihm eingesperrt sind. Als die Daltons davon erfahren, brechen sie aus dem Gefängnis aus. Lucky Luke bekommt dies mit und verfolgt die Brüder. Unterdessen haben die Daltons sich in einer Hütte niedergelassen und verbreiten gefälschte Steckbriefe mit 50 Mio. Dollar Kopfgeld auf Lucky Luke, die sie massenweise ankleben, sodass die Bürger der umliegenden Städte panische Angst vor Lucky Luke bekommen. Selbst der Sheriff hat zu viel Angst, sodass er nicht erkennt, dass Lucky Luke sich ihm ergeben will. Da er angeblich eine Postkutsche überfallen hat, soll er in einer weiteren Stadt gehängt werden, obwohl er die „Beute“, die ihm zugeworfen wurde, zurückgeben will. Er kann jedoch fliehen, allerdings hat der Sheriff die Patronen aus seinem Colt entfernt. Er trifft zufällig auf die Daltons, die ihn deswegen gefangen nehmen können und zu ihrem Hausburschen machen, ohne den sie bald nicht mehr auskommen wollen. Nach einiger Zeit überfallen die fünf einen Zug, der jedoch schon überfallen wurde. Um dennoch Beute zu bekommen, überfallen sie eine zufällig vorbeifahrende Postkutsche. Je zwei Daltons stehen auf einer Seite der Postkutsche, Lucky Luke soll hereingehen, und täuscht vor, dass er wieder herausgegangen sei. So kann er mit der Postkutsche, in der ein General sitzt, wegfahren. Die Daltons fliehen aus ihrem Unterschlupf, Lucky Luke und die Kavallerie können sie jedoch stellen, sodass es in Bashful City zum Duell zwischen Lucky Luke und Joe Dalton kommt. Joe hat seinen Colt jedoch so sehr geölt, dass er ihm aus der Hand flutscht und Lucky Luke ihn mit einem Schlag außer Gefecht setzen kann. Die anderen Brüder ergeben sich.